# Gornja Tuzla
Gornja Tuzla är en ort i Bosnien och Hercegovina.   Den ligger i entiteten Federationen Bosnien och Hercegovina, i den östra delen av landet, 80 km norr om huvudstaden Sarajevo. Gornja Tuzla ligger 322 meter över havet och antalet invånare är 4 864.
Terrängen runt Gornja Tuzla är huvudsakligen kuperad, men åt sydväst är den platt. Runt Gornja Tuzla är det ganska tätbefolkat, med 67 invånare per kvadratkilometer.. Närmaste större samhälle är Tuzla, 7,7 km väster om Gornja Tuzla. 
I omgivningarna runt Gornja Tuzla växer i huvudsak lövfällande lövskog.